# Fuchsia den lilla häxan
Fuchsia den lilla häxan (nederländska: Foeksia de miniheks) är en nederländsk barnfilm från 2010 i regi av Johan Nijenhuis.

## Handling
En dag hittar trollkarlen Kwark ett ägg i skogen, från vilket den lilla häxan Fuchsia kläcks. Hon växer upp med Kwark och skickas till magiskolan av honom. En dag träffar Fuchsia människopojken Tommy, som hon blir vän med trots att hon varnats för människorna av de andra häxorna. Tommys pappa, en entreprenör, vill röja skogen där Kwark, Fuchsia och många andra häxor bor för att bygga hus. Men med hjälp av Tommy och de andra häxorna lyckas Fuchsia skrämma undan byggarbetarna och rädda skogen.

## Rollista
- Rachelle Verdel – Foeksia
- Annet Malherbe – Minuul
- Porgy Franssen – Kwark
- Marcel Hensema – Oom Rogier
- Lorenso van Sligtenhorst – Tommie
- Eefje Paddenberg – Argje
- Leny Breederveld – borgmästare
- Steye van Dam – byggjobbare
- Kara Borus – Akabahar
- Melanie Reindertaen – Grit
- Chantal Wildering – Grobje
- Valerie Pos – Murmeltje
- Lauren Schuitemaker – Saffraan
- Elvira Out – Tommys mamma
- Yehye Galer – byggjobbare

### Svenska röster
- Maja Benckert – Fuchsia
- Göran Engman – Kwark
- Charlotte Ardai Jennefors – Minuul
- Jakob Stadell – Roger
- Hannes Gille – Tommy
- Michael Blomqvist – Amin
- Matilda Knutsson – Greta
- Alice Sjöberg Brise – Sofie
- Johan Wilhelmsson – Jocke
- Mimmi Benckert – Miriam
- Övriga röster – Carla Abrahamsen, Christian Jernbro, Daniel Bergfalk, Filippa Palm, Gunilla Orvelius, Jenny Wåhlander, Malin Westling, Mia Kihl, Niclas Ekholm, Simona Holmström, Åsa Bergfalk
- Översättning – Johan Wilhelmsson
- Regi – Mattias Söderberg
- Svensk version producerad av KM Studio[3][4]